# Raoul Hausmann
Raul Hausmann (ur. 12 lipca 1886 w Wiedniu, zm. 1 lutego 1971 w Limoges) – austriacki dadaista związany ze środowiskiem berlińskim. 
Autor m.in. pracy Mechaniczna głowa a. Duch naszych czasów, z 1919 roku, znajdującej się w Musée National d'Art Moderne, w Centre Georges Pompidou w Paryżu.